# 德里斯·里普哈根
伯納德斯·安德烈亞斯·“德里斯”·里普哈根（英語：Bernardus Andreas "Dries" Riphagen，1909年9月7日—1973年5月13日），一位荷蘭黑幫和納粹合作者，以抓捕荷蘭猶太人而聞名。

## 生平

### 早年生活
里普哈根出生於阿姆斯特丹的荷蘭家庭，是第八個孩子。里普哈根的父親在荷蘭皇家海軍工作，而他的母親是一位家庭主婦，在他六歲時去世。他的父親後來二婚，因為酗酒而沒有照顧孩子。14歲時，里普哈根被送往商船訓練中心。1923年至1924年，他在美國為標準石油公司工作了兩年，期間接觸了當地的犯罪圈子。從美國回國後，里普哈根加入了荷蘭國家社會主義工人黨。

### 第二次世界大戰
戰爭期間，里普哈根與納粹合作，假意與猶太人承諾在戰時保護猶太人的財物，從而贏得猶太人的信任。里普哈根實則騙取了他們的財物，並透過部分猶太人的信任得知更多猶太人的位置，並隨後再將這些猶太人的位置移交予安全局。據戰後檢察官的說法，里普哈根至少造成了200人的死亡。
1944年，里普哈根在部分鎮壓地下抵抗組織的過程中發揮了重要作用。
戰爭末期，里普哈根將竊得的財產與個人所得存入中立國瑞士的銀行，然後逃亡阿根廷。

### 戰後
1950年至1970年間，里普哈根秘密返回歐洲取回財產。荷蘭當局於1988年對里普哈根發出逮捕令並懸賞，但其於1973年因癌症死於蒙特勒的瑞士私人診所。

## 影視文化
2016年，荷蘭劇情片《里普哈根傳奇》演繹了德里斯·里普哈根的生平，由耶龍·范科寧斯布呂赫主演。